# Helen Dodson Prince
Helen Dodson Prince   (Baltimore, 31 de desembre de 1905 - comtat d'Arlington, 4 de febrer de 2002) va ser una astrònoma estatunidenca que va ser pionera en el treball en erupcions solars a la Universitat de Michigan.

## Joventut i educació
Helen Prince (nascuda Helen Dodson) va néixer a Baltimore, Maryland, el 31 de desembre de 1905, filla d'Helen Walter i Henry Clay Dodson. Com que era experta tant en física com en matemàtiques, Prince va rebre una beca completa per estudiar matemàtiques al Goucher College, on va obtenir un Bachelor of Arts el 1927. Durant els seus estudis de grau, va ser influenciada per la professora Florence P. Lewis per estudiar astronomia. Prince va continuar els estudis de postgrau a la Universitat de Michigan, on va rebre el seu màster el 1932 i el seu doctorat el 1934, tots dos en astronomia. La tesi doctoral de Prince es titulava A Study of the Spectrum of 25 Orionis (Un estudi de l'espectre de 25 Orionis).

## Carrera professional
Prince va ser professora ajudant d'astronomia al Wellesley College des de 1933 fins a 1945. Prince va passar els estius de 1934 i 1935, a l'Observatori Maria Mitchell, on va continuar estudiant l'espectroscòpia de 25 Orionis. Les seves troballes es publicaran més tard a l'Astrophysical Journal. Durant els estius de 1938 i 1939, l'interès de Prince per l'activitat solar es va fer prominent mentre la investigava a l'Observatori de París. Entre 1943 i 1945, Prince va treballar al Laboratori de Radiació de l'Institut Tecnològic de Massachusetts (MIT), on va fer importants contribucions a l'estudi del radar. Després de la Segona Guerra Mundial, va tornar al Goucher College, on va ser professora d'astronomia des de 1945 fins a 1950. Prince va començar la seva investigació a l'Observatori McMath-Hulbert el 1947 i finalment va deixar el MIT per convertir-se en la seva directora associada i per ser una professora d'astronomia a la Universitat de Michigan. En retirar-se de la Universitat de Michigan el 1976, Helen Dodson Prince va continuar la seva feina fins al 1979 a l'observatori com a professora emèrita. Fins i tot aleshores, des de 1979 fins a l'any de la seva mort el 2002, Prince es va mantenir com a consultora independent del Laboratori de Física Aplicada de la Universitat Johns Hopkins. Les seves pertinences incloïen ser membre de la Societat Astronòmica Americana, l'Associació Americana per a l'Avenç de la Ciència i la Unió Americana de Geofísica.
Dodson va ser fellow Dean Van Meter de Goucher l'any 1932 i va rebre el premi Annie Jump Cannon en astronomia el 1955. El 1974, Dodson va rebre el premi Faculty Distinguished Achievement de la Universitat de Michigan. Al llarg de la seva carrera, Dodson va publicar més de 130 articles de revistes, molts d'ells coautora amb E. Ruth Hedeman, i sobretot sobre erupcions solars. Entre les seves estudiants a Goucher hi havia les astrònomes Nan Dieter-Conklin i Harriet H. Malitson.

## Premis i honors
- Dean Van Meter Fellowship, Goucher College (1932).[9]
- Premi Annie Jump Cannon en astronomia (1955).[10]
- Premi Faculty Distinguished Achievement de la Universitat de Michigan (1974).[11]
- L'asteroide 71669 Dodsonprince, descobert pels astrònoms de l'observatori Catalina Sky Survey (CSS) el 2000, va ser anomenat en honor seu.[Nota 1]

## Selecció de publicacions

### Articles
- Dodson, Helen W.; Hedeman, E. Ruth «The Frequency and Positions of Flares Within Three Active Sunspot Areas» (en anglès). The Astrophysical Journal, 110, 1949, pàg. 242.
- Dodson, Helen W.; Hedeman, E. Ruth; Owren, Leif «Solar Flares and Associated 200 Mc/sec Radiation» (en anglès). The Astrophysical Journal, 118, 1953, pàg. 169.
- Dodson, Helen W.; Hedeman, E. Ruth «Geomagnetic disturbances associated with solar flares with major premaximum bursts at radio frequencies 200 MC/S» (en anglès). Journal of Geophysical Research, 63(1), 1958, pàg. 77-96.
- Dodson, Helen W.; Hedeman, E. Ruth; Covington, A. E. «Solar Flares and Associated 2800 Mc/sec (10.7 Cm) Radiation» (en anglès). The Astrophysical Journal, 119, 1954, pàg. 541.
- Dodson, Helen W.; Hedeman, E. Ruth «The proton flare of August 28, 1966» (en anglès). Solar Physics, 4.2, 1968, pàg. 229-239.
- Dodson, Helen W.; Hedeman, E. Ruth; Rovira, Marta Graciela «Reevaluation of solar flares» (en anglès). NOAA, 1967.
- Dodson, Helen W.; Hedeman, E. Ruth «Major Hα flares in centers of activity with very small or no spots» (en anglès). Solar Physics, 13(2), 1970, pàg. 401-419.

### Llibres
- Dodson, Helen W.; Hedeman, E. Ruth. An experimental comprehensive flare index and its derivation for "Major" flares, 1955-1969 (en anglès). 14, 1971. Preparat per a Research Laboratories, National Oceanic and Atmospheric Administration (NOAA), Environmental Data Service.